# Boris Guimpel
Boris Guimpel-Levitzky dit Bob Guimpel (né le 19 février 1911 dans le 6e arrondissement de Paris et mort le 10 avril 1979 à Épinay-sur-Seine, pseudonymes successifs de guerre Berthe, Tissier, Mailly et Gaillard) est un architecte français, officier dans les Brigades Internationales, officier de réserve de l'Armée française et résistant communiste pendant la Seconde Guerre mondiale.

## Biographie

### Jeunesse
Boris Guimpel est le fils de deux révolutionnaires russes, Grégoire Guimpel-Levitzky et Anastasia Esther Kerjner, exilés à Paris depuis 1905. Il suit des études à l'école Alsacienne de Paris puis à l'École spéciale d'architecture en 1932. En 1929, il adhère à l'Union fédérale des étudiants, puis aux Étudiants communistes sous l'influence de sa famille. Il épouse Manon Desplaces en août 1934. Entre 1935 et 1936, il est élève-officier (sous-lieutenant) de réserve à École spéciale militaire de Saint-Cyr, dans la 11e compagnie, 3e section. 

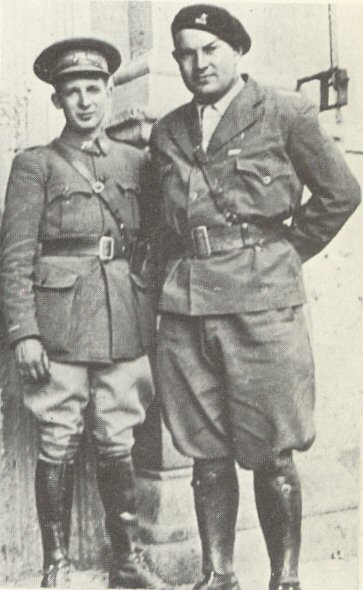
Boris Guimpel, chef de bataillon et Marcel Sagnier, commandant de la XIVe brigade internationale en 1937.

### Guerre d'Espagne
En novembre 1936, il franchit le pas et s'engage dans les brigades internationales. Le 28 décembre, il prend le commandement du 10e bataillon (XIVe Brigade). Blessé au maxillaire lors de l’offensive républicaine sur Ségovie, le 30 mai 1937, il devient chef d’état-major de la XIVe Brigade dite La Marseillaise puis, à compter de novembre 1937, de la 35e division (général Walter). Il tisse des liens étroits avec les brigadistes Tadeusz Oppman, Joseph Kutyn, André Jacquot et Marcel Sagnier.

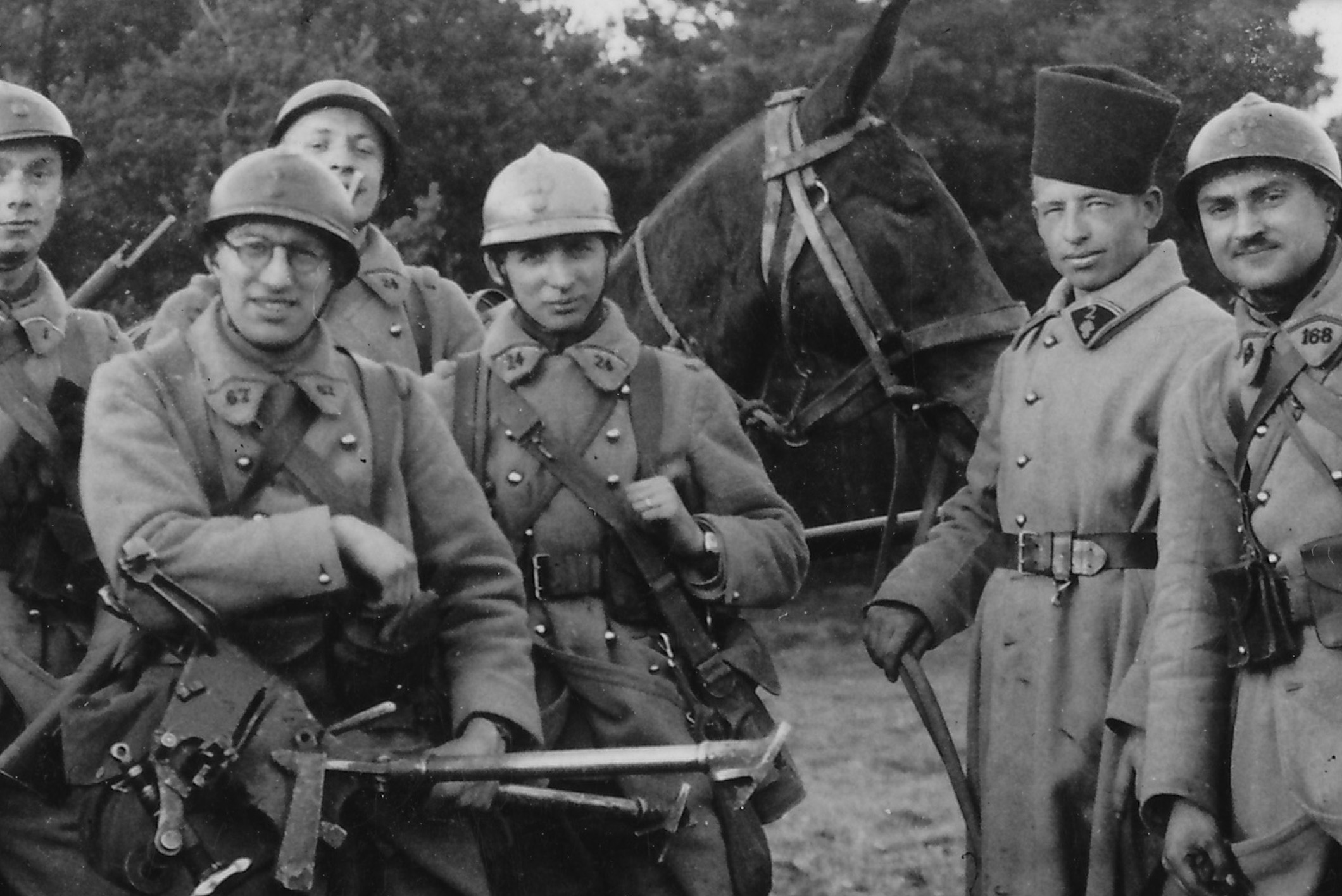
Boris Guimpel (au centre) au 24e Régiment d'infanterie dans l'entre-deux-guerres.

### Seconde Guerre mondiale et Résistance intérieure
Sous-lieutenant de réserve d'infanterie coloniale, Boris Guimpel participe, du 14 juin 1940 à l'armistice, aux opérations du 3e bataillon du 52e RIC avec la 1re demi Brigade de Chars. Démobilisé le 5 août 1940 à Limoges-sud, il rejoint Paris au début de septembre où il exerce ensuite sa profession jusqu'en juin 1941. En septembre 1940, il participe au regroupement des Anciens combattants de 1939-1940 dans le but d'organiser la résistance aux occupants. Il rédige alors tracts et brochures anti-Allemands. Son domicile, au 24, rue des Grands-Augustins à Paris, sert de lieu de réunion à la direction du comité illégal des Anciens combattants de 39-40. En août 1942, il rentre à cette date comme mineur de fond aux mines de Saint-Savournin (Bouches-du-Rhône) où il récupère des explosifs « pour l'organisation d'opérations contre les troupes d'occupation. ». Au 1er octobre 1942, il cesse toute activité légale et entre dans le mouvement de Résistance communiste des Francs-Tireurs et partisans français (FTPF). 

#### Engagement chez Francs-tireurs et partisans en Zone sud
En février 1943, Boris Guimpel est convoqué à Paris par le Comité militaire national (CMN) des FTPF, hautement lié au Parti communiste français, composé d'anciens brigadistes comme André Jacquot (pseudonyme Larzac), où il est chargé « d'organiser et de diriger un service de Renseignements militaires sur l'ensemble de la Zone sud, organisme à créer en dehors des organisations existantes ». En octobre 1943, il est nommé membre du Comité militaire de la zone sud (CMZ) avec les fonctions de commissaire aux opérations (3e bureau) au grade de lieutenant-colonel, tout en restant contrôleur du service des renseignements. Ainsi, il « organise les opérations des FTPF en zone sud, instruit les effectifs, donne les plans d'opération pendant l'Occupation et jusqu'à la libération du territoire ». Dès lors, il prend successivement les pseudonymes de Gaillard, Berthe ou Mailly. Pour cette fonction d'encadrement de la Résistance armée, il recrute un deuxième agent de liaison, en plus de sa femme Manon (alias Catherine), Henriette Dubois (alias Nelly) qui deviendra sa compagne après-guerre. 

#### Chute du Comité militaire de la zone sud
Le 14 mai 1944 à Lyon, il réchappe de justesse à une rafle menée par Klaus Barbie à son domicile clandestin au 62, rue de Gerland à Lyon. Blessé par balle au bras, il est alors pris en charge par Nelly, son agent de liaison. Ce coup de filet, dont l'origine serait liée à un agent double, Lucien Iltis, entraîne la chute totale du CMZ. De ce coup de force de la Gestapo, cinq résistants sont fusillés, cinq autres sont déportés et la Résistance communiste en Zone sud complètement décapitée. Sa femme Manon est arrêtée et torturée. Rare cadre à s'en être sorti vivant, Boris est mis en convalescence dans les Hautes-Alpes à Embrun par la direction du parti.  

#### Combats de la Libération
Rétabli, Boris Guimpel rejoint le maquis de l'Azergues pour les opérations de la Libération de Lyon. Il est alors conseiller-instructeur de deux compagnies dans les combats d'Oullins. Le 30 août 1944, il tend, avec 2 hommes, une embuscade entre Saint-Genis-Laval et Brignais, qui cause à l'ennemi cinq tués et douze blessés. Il participe à l'organisation du 1er Régiment du Rhône jusqu'au 5 octobre 1944, date à laquelle il est désigné adjoint du colonel sous-directeur des FFI jusqu'au 10 janvier 1945. Il s'engage alors volontairement dans la 1re armée « Rhin et Danube » dans le 151e régiment d'infanterie nouvellement reconstitué pour les campagnes d'Alsace et d'Allemagne où il sera blessé gravement par balle à la tête le 4 avril 1945 à Helsheim.

### Après-guerre
Boris Guimpel est démobilisé le 22 avril 1946.
Comme de nombreux cadres FTPF tels Charles Tillon, responsable du CMN et des FTPF au niveau national ou encore Georges Guingouin, Bob n'échappe pas à une éviction des grands résistants par le Parti communiste. En effet, après la Libération, une commission d'enquête, sur la chute du CMZ est menée par le comité central de contrôle politique du parti. Celle-ci accuse tous les membres du CMZ de n'avoir pas respecté les recommandations de Staline, de « non-respect des règles de vigilance. D'absence sérieuse d'organisation clandestine, de non application du contrôle rigoureux des règles sévères du travail en illégalité, des tâches fixées et du choix des hommes ». Ce rapport accable de responsabilités et de négligences (y compris sur le plan de la vie privée) tous les membres du CMZ dont Boris Guimpel, Tadeusz Oppman, André Combeau, René Roussel et André Jacquot. La commission propose alors son exclusion temporaire pour 2 ans « sous réserve de son attitude personnelle et de son activité ultérieure dûment contrôlée ».  

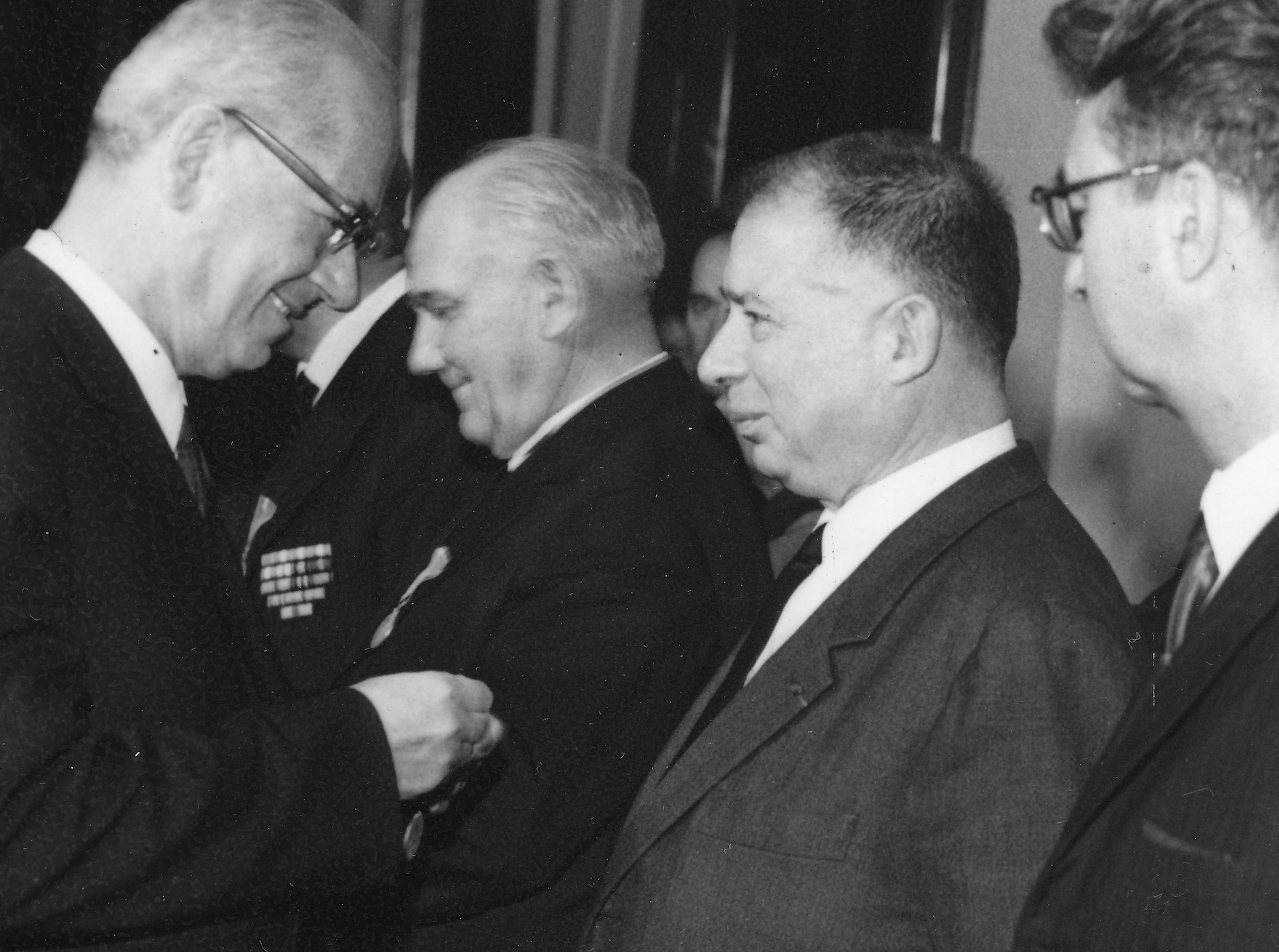
Boris Guimpel (au centre) avec les anciens de la XIIIe brigade internationale Dąbrowski.

À la fin de la guerre, Boris refuse une carrière militaire d'active notamment à cause des conflits coloniaux contraires à ses idées. Il reprend son métier d'architecte et travaille notamment pour des offices d'habitation à loyer modéré et c'est à Vitry-sur-Seine qu'il contribue à la construction d'un groupe de logement sociaux appelé groupe Germain-Defresne, de 1963 à 1967.
Après avoir eu deux fils avec Manon, il termine les dernières années de sa vie aux côtés d'Henriette Dubois, son agent de liaison durant la Résistance, avec laquelle il aura deux filles.
Bien que toujours adhérent au Parti communiste sans pourtant y militer réellement, Bob préfèrera la camaraderie des anciens brigadistes avec qui il a toujours gardé un lien particulier. Il sera membre de la direction nationale de l’Association des Volontaires en Espagne Républicaine.
Il décède le 10 avril 1979 et est inhumé au cimetière du Père-Lachaise, dans le carré des Brigades internationales.

### Décorations et titres militaires
- Légion d'Honneur (JO du 25 /08/1945)
- Citation à l'ordre de l'Armée ; ordre général No 811 du 01/06/1945 du Général de Lattre de Tassigny.
- Citation à l'ordre de l'Armée ; 29/08/1945 de Monsieur le Président du gouvernement provisoire de la République française, chef des Armées
- Citation à l'ordre du Régiment no 3 118/S du 02/07/1940 du Commandant de la 1re demi brigade de Chars.
- Médaille de la Résistance avec rosette (JO du 17/05/1945

Il termine sa carrière militaire en 1945 avec le grade de chef de bataillon de réserve (décret du 26/05/1945)

## Sources
- Roger Faligot et Rémi Kauffer, Service B, le réseau d'espionnage le plus secret de la Seconde Guerre mondiale, Paris, Fayard, 5 juin 1985, 342 p. (ISBN 2-213-01598-8)
- Archives militaires de l'armée, Vincennes
- Biographie d'Henriette Dubois, Nelly, « En résumé, nous devons témoigner »